# Lomaptera horni
Lomaptera horni är en skalbaggsart som beskrevs av Valck Lucassen 1961. Lomaptera horni ingår i släktet Lomaptera och familjen Cetoniidae. Utöver nominatformen finns också underarten L. h. striolata.